# 平南县
平南县是中国广西壮族自治区贵港市所辖的一个县。总面积为2988平方公里，縣人民政府駐平南鎮。

## 地名由来
清光绪《平南县志》卷一载胡南藩《重修平南县志叙》称：“晋陶侃平交南，执刘沈于小桂，进爵平南侯。闽中曹能始以为平南之名实始于此。”《郡县释名》广西卷：平南县取“南方太平之义也”。另据徐松石《泰族僮族粤族考》认为“僮（壮）语和泰（傣）语呼水为南，所以近河市场称为平南”。

## 行政区划
平南县下辖2个街道办事处、16个镇、1个乡、2个民族乡：
平南街道、上渡街道、平山镇、寺面镇、六陈镇、大新镇、大安镇、武林镇、大坡镇、大洲镇、镇隆镇、安怀镇、丹竹镇、官成镇、思旺镇、大鹏镇、同和镇、东华镇、思界乡、国安瑶族乡和马练瑶族乡。

## 人口民族
根據第七次人口普查數據，截至2020年11月1日零時，平南縣常住人口為1104273人。

## 名勝古蹟
- 梁嵩狀元廟（ 梁嵩狀元紀念館）
- 大王宮

## 交通
- 呼北高速、 梧柳高速、 梧硕高速、 241国道、 358国道过境。
- 南广铁路：平南南站